# Сім'янин (фільм, 2016)
«Сім'янин» (англ. A Family Man) — американський драматичний фільм 2016 року режисера Марка Вільямса.

## Сюжет
Дейн Дженсен — успішний корпоративний хедхантер з Чикаго, який працює в кадровому агентстві «Blackridge». Йому обіцяно підвищення по службі, але для цього йому доведеться обійти за показниками свого колегу Лінн Вілсон. Дейн дедалі менше приділяє уваги сім'ї. Його дружина Еліза просить приділяти йому більше часу з сім'єю.
Старший син скаржився на самопочуття, виявляється хворий на рак, і головному герою мимоволі доводиться вибирати. Він більше часу проводить зі своїм сином, через що його кількість — обов'язкова умова підвищення — падає. Райан впадає в кому. Паралельно Дейн стикається з випадком Лу Віллера, який шукає роботу, але не може знайти варіантів за віком. Дейн намагається знайти рішення, що влаштовує всіх.
У результаті сина спостерігається поліпшення стану, завдяки Дейну Лу знаходить роботу, а Дейн виявляється звільнений з «Blackridge», але відкриває власну справу і може присвятити більше часу сім'ї.

## У ролях
- Джерард Батлер — Дейн Дженсен, чоловік Еліси та батько Лорена і Райана
- Ґретчен Мол — Еліс Дженсен, дружина Дейна і мати Лорена і Райана
- Елісон Брі — Лінн Вілсон,[2] суперниця Дейна
- Віллем Дефо — Ед Блекрідж,[3] начальник Дейна
- Максвелл Дженкінс — Райан Дженсен,[4] син Дейна та Елізи та брат Лорен
- Джулія Баттерс — Лорен Дженсен, дочка Дейна та Елізи та сестра Райана
- Анупам Хер — доктор Саврадж Сінгх
- Альфред Моліна — Лу Вілер, безробітний інженер
- Дастін Мілліган — Самнер Файерстоун
- Дуейн Мерфі — Антуан
- Мімі Кузик — Бернадин
- Кетлін Манро — Тоні

## Виробництво
У листопаді 2012 року був опублікований перший сценарій Білла Дюб'юка «Покликання мисливця за головами». 2 вересня 2015 року було оголошено, що Джерард Батлер зіграє у сімейній драмі «Покликання мисливця за головами», режисером якої стане Марк Вільямс, який дебютує. Вільямс і Батлер продюсують фільм разом з Аланом Сігелем, «Voltage Pictures» займатиметься міжнародними продажами фільму. Ніколас Картьє, Крейг Флорес і Патрік Ньюолл також будуть продюсувати фільм.
Основне знімання фільму розпочали 26 жовтня 2015 року в Торонто. Знімання почали в Чикаго 13 грудня 2015 року і завершили 18 грудня.

## Випуск
Прем'єра фільму відбулася на кінофестивалі у Торонто 15 червня 2016 року. Фільм вийшов 28 липня 2017 року, дистриб'ютор — компанія «Vertical Entertainment».